# ۲۶ (پیش از میلاد)
۲۶ (پیش از میلاد) ۲۶مین سال قبل از تقویم میلادی است.